# František Mikuláš Stanke
František Mikuláš Stanke (30. října 1765 Opava – 28. listopadu 1844 Olomouc) byl zvonař v Opavě a Olomouci.

## Život
Byl synem zvonaře Františka Valentina Stankeho (1734–1791) po němž převzal v roce 1798 zvonařskou dílnu v Opavě a v tomtéž roce byl přijat za měšťana v Opavě. V roce 1820 se přestěhoval do Olomouce, kde koupil dům a dílnu po zemřelém zvonaři Obletterovi (1717–1782), a tam odléval zvony až do roku 1828. Olomouckým měšťanem se stal v roce 1821. Odchodem Františka Mikuláše Stanka skončilo zvonařství v Opavě. Jeho nástupcem v Olomouci byl syn František Leopold Stanke (1800–1873).

## Dílo
František Mikuláš Stanke (1765–1844), zvonař v Opavě a Olomouci, v literatuře označován jako František Stanke III, matka Magdalena mu předala dílnu v jeho 33 letech. Ve výzdobě zvonů pokračoval v rodinné tradici. Na zvonech byla hladká profilovaná ucha nebo zdobená maskarony, rozměrné vlysy z visících palmet, v lalocích stylizované ornamenty, nápisy na čepcích i věncích, jemné a vystouplejší figurální reliéfy. Známo je 26 zvonů, šest se dochovalo šest v Polsku (Slezsko), tři zvony z roku 1814, 1818 a 1821, které přežily rekvírování z Hornoslezska jsou v Německu a jeden na Slovensku. Zvony dodával pro (neúplný přehled):
- 1798 farní kostel sv. Bartoloměje, Poštát[4]
- 1801 kostel sv. Františka Xaverského, Valštejn, váha 210 kg, průměr 72 cm, výška 66 cm (včetně uch),[5] nápis na čepci: DEFVNCTO PLORAT NECNON MALA FVLMINA PELLIT CONVOCAT ET VIVOS DVLCE REPVLSAT AVE (česky: Oplakává mrtvé, také odráží zlé blesky, svolává živé a sladce odbíjí AVE. Na krku asi 22 cm vysoký reliéf sv. Františka Xaverského. Na věnci nápis: HAEC CAMPANA A FRANCISCO STANKE OPPAVIAE REFVSA EST 1801 (česky: Tento zvon vyrobil František Stanke roku 1801). Při rekvírování v roce 1942 označen "B", byl zachován a po válce vrácen do ČSR. Byl zavěsen do kostela Panny Marie Sedmibolestné, Cvilín.[6] Zvon je puklý a v roce 1998 byl sundán a uložen na zvonové patro.[7]
- 1806 kostel sv. Michaela archanděla, Hrozová, průměr zvonu 90 cm váha 341 kg, přelit velký zvon z roku 1757 od zvonaře Františka Valentina Stanka. Rekvírován v roce 1916[8]
- 1808 Slezské zemské muzeum, prasklý zvon o průměru 26,7 cm, výška 26 cm, reliéf Madony s dítětem, nese nápis: PER FRANCISCUM STANKE OPPAVIAE 1808[9]
- 1810 kostel Všech Svatých, Hošťálkovice, na zvonu obraz Kristus na Olivové hoře, v roce 1899 se objevila trhlina a jako nepoužitelný byl prodán za 1,60 marky za kilo.[10]
- 1810 Žulová, tři zvony – nedochovaly se[3]
- 1814 kostel Nanebevzetí Panny Marie, Těškovice, váha zvonu 20 kg, průměr 34 cm[11]
- 1815 kostel sv. Kateřiny, Ostrava, velký zvon 193 kg[12]
- 1817 kostel sv. Jiří v Dobré, přelití prasklého zvonu [13]
- 1820 kostel sv. Jana Nepomuckého, Kylešovice[14]
- 1821 kostel Nejsvětější Trojice, Albrechtice u Rýmařova, zvon sv. Antonín s reliéfy sv. Antonína a Nejsvětější Trojice. Rekvírován 14. září 1916[15]
- 1822 kostel sv. Josefa, Lukov, zvon o váze 230 kg, rekvírován 27. května 1917[16]
- 1822 kostel sv. Václava, Loukov u Bystřice, (devíti centový). Nesl nápis: Aedi Dei sacrae, populis salvandis erectae honoce suo donis fusam Christo vovent Sub part. exc. D. D. Jos. Joann. Com. Seilern ecclesiae Lucov. cui h. t. qua capelanus arces Franciscus Havranek praefuit. Franz Stanke Olmütz 1822 (česky: Věnováno darem domu Božímu k spáse lidí postavenému jménem Kristovým. Pod patronátem Jeho Exc. P. P. Jos. Jana hr. ze Seilernů kostela Lukavského, jejž toho času spravoval jako zámecký kaplan František Havránek.)[17]
- 1822 byl ulit pro kapli městské nemocnice v Olomouci a nachází se v Slezském zemském muzeu, průměr zvonu 38 cm, výška 34 cm, zvon nese nápis: IOHANNA HAAS ET THERESIA GRÜNWALD BENEFACTORES - PER FRANCISCUM STANKE OLOMUCII ANNO 1822.[18]
- 1825 kostel sv. Kateřiny, Sosnová, nese nápisy: IN TE DOMINE SPERAVI NON CONFVNDAR IN AETERNUM DOMINI TURRIS FORTISSIMA HAEC CAMPANA A FRANCISCO STANKE OLOMUCII REFVSA EST ANNO 1825[7]
- 1824 kostel Navštívení Panny Marie, Město Albrechtice, průměr 48 cm, nápis na zvonu: IN HONOREM S. PROCOPII a PER FRANCISCVM STANKE OLOMUCII ANNO 1824.[7]
- 1825 Všechovice, váha zvonu 3 centy[pozn. 1], nesl nápis: In honorem ss. Trinitatis, Per Francicum Stanke. Olomuc. anno 1825 (česky: Ke cti Nejsvětější Trojice. Od Františka Stanke. Olomouc roku 1825)[17]
- 1826 kostel sv. Josefa Žulová[3]
- 1828 kostel sv. Jakuba Většího, Velký Újezd u Olomouce, sv. Antonín, váha zvonu 71 kg, ulit v Olomouci, rekvírován v roce 1916[19]